# Chupianza
Chupianza ist eine Ortschaft und eine Parroquia rural („ländliches Kirchspiel“) im Kanton Santiago der ecuadorianischen Provinz Morona Santiago. Die Parroquia besitzt eine Fläche von 101,92 km². Beim Zensus 2010 wurden 467 Einwohner gezählt. Für 2015 wurde eine Einwohnerzahl von 526 angegeben.

## Lage
Die Parroquia Chupianza liegt an der Ostflanke der Cordillera Real. Der Río Paute fließt entlang der nordöstlichen Verwaltungsgrenze nach Südosten. Dessen rechter Nebenfluss Río Negro begrenzt das Gebiet im Südwesten. Später durchquert er den Nordosten der Parroquia und mündet in den Río Paute. Der Hauptort Chupianza befindet sich auf einer Höhe von 670 m 1,5 km südsüdwestlich vom Kantonshauptort Santiago de Méndez. Er ist über zwei etwa 3 km lange Nebenstraßen mit den Fernstraßen E40 (Cuenca–Santiago de Méndez) und E45 (Macas–Zamora) verbunden.
Die Parroquia Chupianza grenzt im Nordosten an die Parroquia Santiago de Méndez, im Osten und im Südosten an die Parroquias San Luis del Acho und Yunganza (Kanton Limón Indanza) sowie im Westen an die Parroquia Copal.

## Orte und Siedlungen
In der Parroquia gibt es neben dem Hauptort Chupianza folgende Comunidades:
- Chupianza Chico
- Chupianza Nuevo
- La Delicia
- Nuevo Triunfo
- Puente Guayaquil
- Yubimi

## Geschichte
Die Parroquia Chupianza wurde am 21. Juni 1972 gegründet.